# Diphosphor
Diphosphor, là 1 thù hình của phosphor với 2 nguyên tử phosphor kết hợp lại. Thù hình diphosphor (P2) thường có thể thu được chỉ dưới điều kiện khắc nghiệt (ví dụ, nung nóng P4 ở mức 1100 kelvin). Năm 2006, phân tử diatomic được tạo ra trong dung dịch đồng nhất trong điều kiện bình thường với việc sử dụng các phức của kim loại chuyển tiếp (ví dụ, wolfram và niobi).
Diphosphor là dạng phosphor dạng khí và dạng ổn định nhiệt động giữa 1200 °C và 2000 °C. Sự phân ly của tetraphospho (P4) bắt đầu ở nhiệt độ thấp hơn: phần trăm của P2 lúc 800 °C là ≈ 1%. Ở nhiệt độ trên 2000 °C, phân tử lưỡng cực bắt đầu phân ly thành phosphor nguyên tử.

## Tổng hợp
Diphosphor có thể được tạo ra bằng cách nung nóng phosphor trắng (P4) ở 1100 kelvins (827 °C). Tuy nhiên, phân tử diatomic đã được trong dung dịch đồng nhất ở điều kiện bình thường với việc sử dụng một số phức kim loại chuyển tiếp (ví dụ, volfram và niobi).  Các phương pháp phân ly liên kết trong phân tử phosphor trắng P4 thông qua quang kích thích cũng đã được đề xuất.
Phân tử thu hút sự chú ý vào năm 2006, khi một phương pháp mới để tổng hợp nó ở nhiệt độ thấp hơn xuất hiện. Phương pháp này là một biến thể của quá trình thải nitơ trong azide với sự hình thành nitrene. Quá trình tổng hợp tiền chất diphosphor bao gồm phản ứng giữa niobi phosphide ở đầu tận cùng với chloroiminophosphane:
Đun nóng hợp chất này ở nhiệt độ 50 °C trong 1,3-cyclohexadien dùng làm dung môi và làm thuốc thử bẫy đuổi diphosphor, chất có phản ứng, vì các sản phẩm cuối cùng là sản phẩm cộng đôi Diels – Alder và hợp chất niobi imido:
Hợp chất imido tương tự cũng hình thành khi nhiệt phân được thực hiện trong toluen, nhưng trong trường hợp này, sự tồn tại của diphosphor vẫn chưa được biết đến.
P2 đã được gợi ý để tạo thành chất trung gian trong quá trình quang phân của P4, và với sự có mặt của 2,3-dimetyl-1,3-butadien, diphosphane sinh ra từ phép cộng Diels-Alder lại được hình thành. Cho đến nay, không có bằng chứng trực tiếp nào về sự hình thành P2 thông qua quá trình quang phân P4.
Sự tạo thành diphosphor từ một sản phẩm phụ bisanthracene diphosphor đã được báo cáo. Quá trình tổng hợp cation HP2+ ổn định đã được báo cáo.